# 景明
景明（けいめい）は、南北朝時代の北魏において、宣武帝の治世に使用された元号である。500年旧正月-504年旧正月。

## 西暦・干支との対照表
| 景明 | 元年  | 2年   | 3年   | 4年   | 5年   |
| 西暦 | 500年 | 501年 | 502年 | 503年 | 504年 |
| 干支 | 庚辰  | 辛巳  | 壬午  | 癸未  | 甲申  |

| 前の元号 太和 | 中国の元号 北魏 | 次の元号 正始 |